# 慈光庵
慈光庵坐落于安徽省歙县雄村镇雄村，新安江东岸，清乾隆年间清武英殿大学士曹振镛为其姐修行所建，坐东朝西，殿宇和尼姑居所均为二进三开间，大殿供奉观音菩萨，面阔18米，进深10米，雕刻精美。庵内有黟县胡元熙题匾，历叙建庵缘起。慈光庵为黄山市文物保护单位。